# Pașukî, Hoșcea
Pașukî (în ucraineană Пашуки) este un sat în comuna Rusîvel din raionul Hoșcea, regiunea Rivne, Ucraina.

## Demografie
Componența lingvistică a localității Pașukî
     Ucraineană (100%)
Conform recensământului din 2001, toată populația localității Pașukî era vorbitoare de ucraineană (100%).